# Bruno Viana
Bruno Viana Willemen da Silva (Macaé, 5 de fevereiro de 1995) é um futebolista brasileiro que atua como zagueiro. Atualmente joga no Alanyaspor.

## Carreira

### Início
Bruno começou nas categorias de base do PSTC, depois foi para a base do Cruzeiro, onde se profissionalizou. Iniciou sua trajetória na Toca da Raposa I no ano de 2010, sendo promovido ao grupo principal no segundo semestre de 2015, se consolidando e sendo integrado ao time principal.
A primeira chance veio em um amistoso contra o Rio Branco em janeiro de 2016, vencido pelo Cruzeiro por 2–0. Estreou oficialmente contra o Athletico Paranaense, na Primeira Liga. Neste jogo, além da vitória por 2–1, Bruno foi elogiado por sua atuação, mostrando eficiência, tranquilidade e bom posicionamento na marcação.
Ganhou oportunidades com o técnico Deivid no Campeonato Mineiro, mas com a chegada do técnico português Paulo Bento, Viana conquistou a titularidade absoluta no Cruzeiro em 2016. Dedé e Manoel, os principais defensores do elenco, estavam com problemas físicos e não tinham condição de jogo. Apesar de certa irregularidade, Bruno Viana ganhou a confiança de Bento, que o considerava o único zagueiro celeste com condições para atuar no futebol europeu.
Com a saída do técnico português, Bruno Viana perdeu espaço no Cruzeiro. Substituto de Paulo Bento, Mano Menezes preferiu colocar em campo jogadores mais experientes, como Manoel e Bruno Rodrigo. O zagueiro jogou ao todo 20 partidas pelo clube mineiro e não marcou nenhum gol.

### Olympiacos
No dia 31 de agosto de 2016, o Cruzeiro anunciou a venda do jogador para o Olympiacos, da Grécia, indicado pelo técnico Paulo Bento, que lhe deu a condição de titular quando treinou o Cruzeiro.
O valor da negociação girou em torno de dois milhões de euros (R$ 7,2 milhões), com o clube celeste ficando com 1,4 milhões de euros (R$ 5 milhões), e ainda com 70% dos direitos econômicos do jogador.
Pelo clube grego, atuou em 23 partidas e marcou um gol, além de conquistar a Superliga Grega de 2016–17.

### Braga
Em julho de 2017, Bruno Viana foi anunciado pelo Braga, de Portugal, por empréstimo com opção de compra no final na temporada 2017–18. Sob o comando do treinador Abel Ferreira, o brasileiro destacou-se com 28 jogos e quatro gols. Com isso, foi contratado em definitivo e assinou com o clube português até junho de 2023.
Após quatro temporadas pelo Braga, Bruno Viana foi afastado do time principal na temporada 2020–21 e colocado para treinar no time B, depois de demonstrar falta de vontade nos jogos e treinamentos. A gota d'água foi o pedido para sair do clube; o defensor foi criticado publicamente pelo então técnico, Carlos Carvalhal, que chegou a dizer que "não faria falta" e "que o futuro do jogador não seria no clube".

### Flamengo
Em 7 de fevereiro de 2021, Bruno Viana desembarcou no Rio de Janeiro para assinar o contrato com o Flamengo. O jogador veio por um empréstimo gratuito de um ano, com opção de compra no valor de sete milhões de euros (R$ 45,3 milhões). Foi apresentado oficialmente em 12 de fevereiro.
No dia 25 de fevereiro, Bruno Viana conquistou seu primeiro título com a camisa do clube rubro-negro, o Campeonato Brasileiro de 2020. Realizou sua estreia pelo Flamengo em 19 de março, na vitória por 4–1 sobre o Resende, válida pela 4ª rodada do Campeonato Carioca.
Após receber críticas pelas atuações abaixo que vinha apresentando em campo, Bruno Viana marcou seu primeiro gol pelo Flamengo em 25 de agosto, na goleada por 4–0 sobre o Grêmio, em jogo válido pela ida das quartas da Copa do Brasil. Na ocasião, o zagueiro foi eleito o "Craque do Jogo".
Ao final do seu contrato, em janeiro de 2022, o Flamengo optou por não pagar o valor previsto para contratá-lo, e Viana retornou ao Braga. Ao todo, atuou em 38 partidas e marcou um gol.

### Coritiba
Foi anunciado como reforço do Coritiba no dia 27 de janeiro de 2023.

### Alanyaspor
No dia 4 de agosto de 2025, o Alanyaspor anunciou a contratação de Bruno Viana. O zagueiro assinou um contrato de dois anos com o clube turco.

## Seleção Nacional
Bruno Viana foi convocado para a Seleção Brasileira Sub-20 em 2015, sendo chamado pelo técnico Alexandre Gallo para a disputa de um torneio amistoso na Áustria, que serviu de preparatório para o Copa do Mundo FIFA Sub-20 da categoria na Nova Zelândia, que começou em maio. No entanto, o zagueiro ficou de fora da lista de convocados para o Mundial.

## Estatísticas
Atualizadas até 3 de dezembro de 2021

### Clubes
| Equipe            | Temporada         | Campeonato nacional | Campeonato nacional | Campeonato nacional | Copa nacional[a] | Copa nacional[a] | Copa nacional[a] | Competições continentais[b] | Competições continentais[b] | Competições continentais[b] | Outros torneios[c] | Outros torneios[c] | Outros torneios[c] | Total | Total | Total   |
| Equipe            | Temporada         | Jogos               | Gols                | Assist.             | Jogos            | Gols             | Assist.          | Jogos                       | Gols                        | Assist.                     | Jogos              | Gols               | Assist.            | Jogos | Gols  | Assist. |
| ----------------- | ----------------- | ------------------- | ------------------- | ------------------- | ---------------- | ---------------- | ---------------- | --------------------------- | --------------------------- | --------------------------- | ------------------ | ------------------ | ------------------ | ----- | ----- | ------- |
| Cruzeiro          | 2016              | 13                  | 0                   | 0                   | 4                | 0                | 0                | —                           | —                           | —                           | 3                  | 0                  | 0                  | 20    | 0     | 0       |
| Cruzeiro          | Total             | 13                  | 0                   | 0                   | 4                | 0                | 0                | 0                           | 0                           | 0                           | 3                  | 0                  | 0                  | 20    | 0     | 0       |
| Olympiacos        | 2016–17           | 17                  | 1                   | 0                   | 3                | 0                | 0                | 3                           | 0                           | 0                           | —                  | —                  | —                  | 23    | 1     | 0       |
| Olympiacos        | Total             | 17                  | 1                   | 0                   | 3                | 0                | 0                | 3                           | 0                           | 0                           | 0                  | 0                  | 0                  | 23    | 1     | 0       |
| Braga             | 2017–18           | 26                  | 4                   | 1                   | 1                | 0                | 0                | 5                           | 0                           | 1                           | 3                  | 1                  | 0                  | 35    | 5     | 2       |
| Braga             | 2018–19           | 32                  | 0                   | 1                   | 6                | 0                | 0                | 2                           | 0                           | 0                           | 4                  | 0                  | 0                  | 44    | 0     | 1       |
| Braga             | 2019–20           | 29                  | 0                   | 1                   | 3                | 0                | 0                | 12                          | 1                           | 0                           | 5                  | 0                  | 0                  | 49    | 1     | 1       |
| Braga             | 2020–21           | 13                  | 2                   | 0                   | 2                | 0                | 0                | 6                           | 0                           | 0                           | 1                  | 0                  | 0                  | 22    | 2     | 0       |
| Braga             | Total             | 100                 | 6                   | 3                   | 12               | 0                | 0                | 25                          | 1                           | 1                           | 13                 | 1                  | 0                  | 150   | 8     | 4       |
| Flamengo          | 2020              | —                   | —                   | —                   | —                | —                | —                | —                           | —                           | —                           | —                  | —                  | —                  | —     | —     | —       |
| Flamengo          | 2021              | 18                  | 0                   | 0                   | 3                | 1                | 0                | 8                           | 0                           | 0                           | 9                  | 0                  | 0                  | 38    | 1     | 0       |
| Flamengo          | Total             | 18                  | 0                   | 0                   | 3                | 1                | 0                | 8                           | 0                           | 0                           | 9                  | 0                  | 0                  | 38    | 1     | 0       |
| Total na carreira | Total na carreira | 148                 | 7                   | 3                   | 22               | 1                | 0                | 36                          | 1                           | 1                           | 25                 | 1                  | 0                  | 231   | 10    | 4       |

- a. ^ Jogos da Copa do Brasil e Taça de Portugal
- b. ^ Jogos da Liga Europa da UEFA e Copa Libertadores da América
- c. ^ Jogos do Primeira Liga do Brasil, Campeonato Mineiro, Taça da Liga e Campeonato Carioca

### Seleção Brasileira Sub-20
Abaixo estão listados todos jogos e gols do futebolista pela Seleção Brasileira Sub-20. Abaixo da tabela, clique em expandir para ver a lista detalhada dos jogos de acordo com a categoria selecionada.
| Ano   |       |      |         |       |
| Ano   | Jogos | Gols | Assist. | Média |
| ----- | ----- | ---- | ------- | ----- |
| 2015  | 0     | 0    | 0       | 0     |
| Total | 0     | 0    | 0       | 0     |

## Títulos
Olympiacos
- Superliga Grega: 2016–17

Braga
- Taça da Liga : 2019–20

Flamengo
- Supercopa do Brasil: 2021
- Taça Guanabara: 2021
- Campeonato Carioca: 2021